# بورووا (ناحیه سویتاوی)
بورووا (به چکی: Borová) یک منطقهٔ مسکونی در جمهوری چک است که در ناحیه سویتاوی واقع شده‌است. بورووا ۱۲٫۹۹ کیلومتر مربع مساحت و ۹۷۲ نفر جمعیت دارد و ۶۱۵ متر بالاتر از سطح دریا واقع شده‌است.